# Ajië jezik
Ajië jezik (a’jie, anjie, houailou, wai, wailu; ISO 639-3: aji), jezik wailske podskupine, šire novokaledonske skupine, kojim govori 4 040 ljudi (1996 popis) u novokaledonskoj komuni Houailou, od Monéoa do Kouaoua i unutrašnjim dolinama.
Pismo: latinica.

## Vanjske poveznice
- Ethnologue (14th)
- Ethnologue (15th)